# Baliqiao

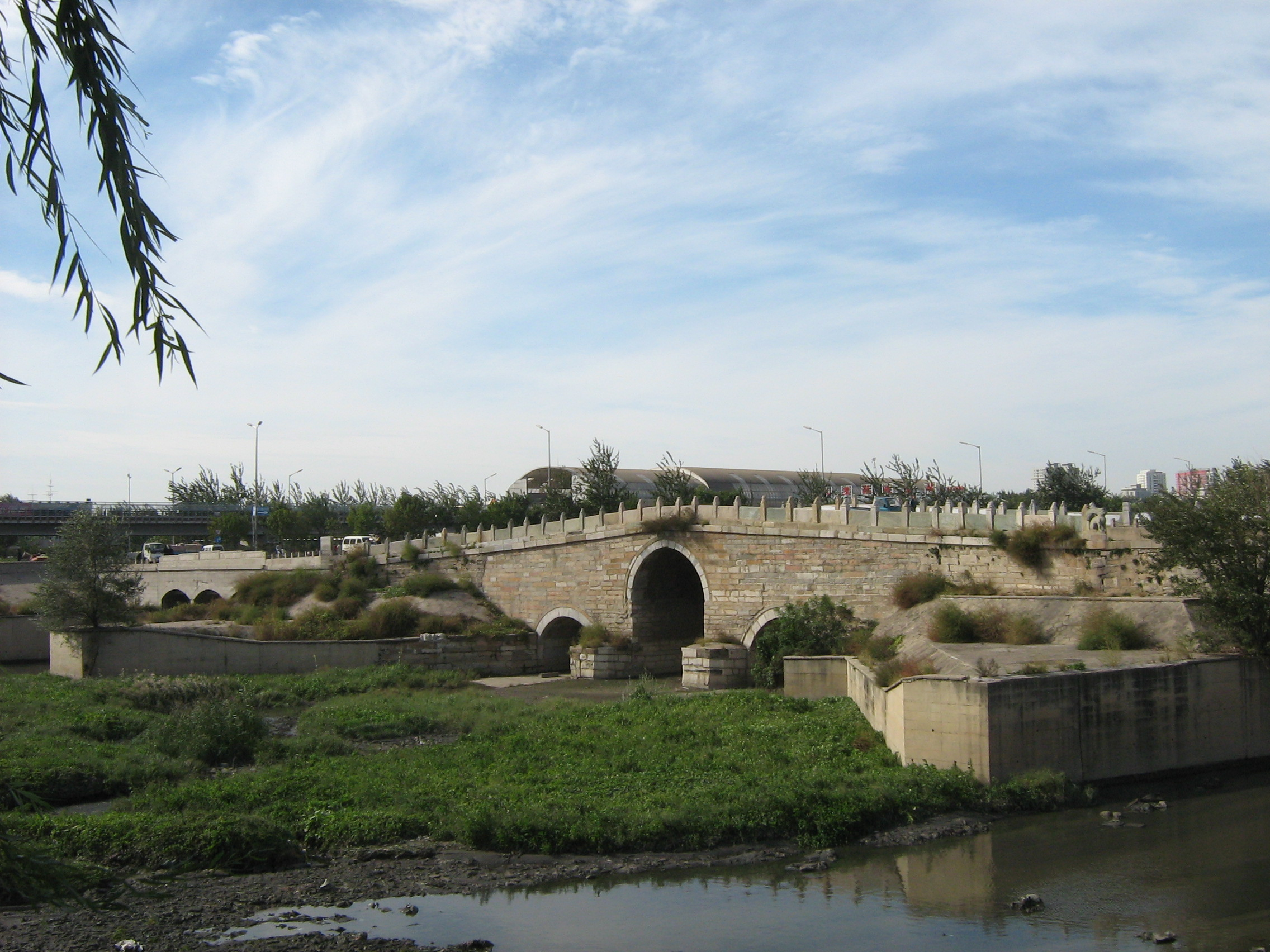
Baliqiao

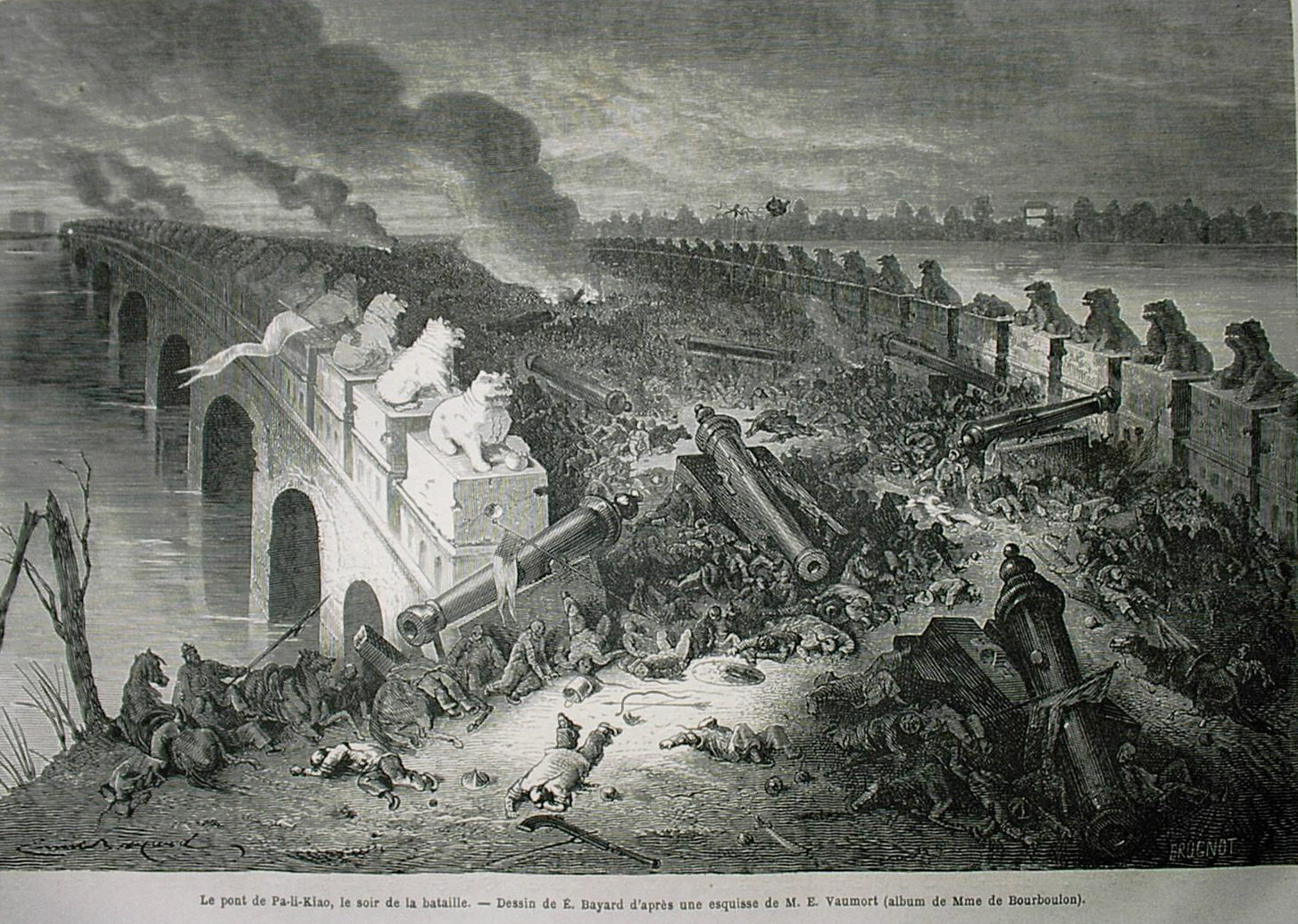
Slaget vid Palikao 21 september 1860.

Baliqiao (八里桥; Bālǐqiáo) ('åttamilabron'), eller Palikao, är en historisk bro över Tonghuifloden i Tongzhoudistriktet i östra Peking, Kina. Den är belägen i förorten Baliqiao, som har namngivits efter bron.
Platsen är särskilt känd för slaget vid Palikao 21 september 1860 mellan brittisk-franska styrkor och Qingdynastins armé, där den allierade segern öppnade vägen för en invasion av Peking och sedermera seger i det andra opiumkriget. Den franske generalen Charles Cousin-Montauban utnämndes senare till "greve av Palikao" av Napoleon III för sina insatser i slaget.
| Pekings tunnelbana |              |                   |
|                    | Batonglinjen | Baliqiao (八里桥) |